# Kavkazský front (militantní skupina)
Kavkazský front (rusky Кавказский фронт) také nazýván Kavkazský front kavkazských mudžahedínů byla islámská jednotka ozbrojených sil čečenské republiky Ičkerie založená v květnu 2005 separatistickým prezidentem Čečenska Abdulem-Chalimem Sajdullajevem během Druhé války v Čečensku.

## Historie
Organizace sjednotila různé povstalecké skupiny napříč Severním Kavkazem k boji s ruskou vládou nejen v Čečensku, ale i ve zbytku ruského Kavkazu. Organizaci až do smrti  v červenci 2006 vedl Šamil Basajev. Od té doby ji vedl etnický Inguš Ali Musajevič Tazijev. Ten byl živý zajat v červenci 2010. V říjnu 2007 byl Kavkazský front připojen do Kavkazského emirátu a vyhlásil Islámský stát na území Kavkazu v Rusku.